# Casarza Ligure
Casarza Ligure – miejscowość i gmina we Włoszech, w regionie Liguria, w prowincji Genua.
Według danych na rok 2004 gminę zamieszkiwało 5907 osób, 218,8 os./km².